# محمود عطية (لاعب كرة قدم)
محمود عطية (مواليد 1 أبريل 1989) هو لاعب كرة قدم قطري يجيد اللعب كجناح. .
لعب سابقاً لأندية الشحانية و السيلية و الوكرة و المرخية .

## روابط خارجية
- محمود عطية على موقع Soccerway.com (الإنجليزية)